# Vrh (fizika)
Vrh ali resnica (oznaka {\displaystyle T\,}) je v fiziki osnovnih delcev eno izmed kvantnih števil. Spada med kvantna števila okusa. 
Kvantno število za vrh je določeno kot
{\displaystyle T=n_{t}-n_{\bar {t}}}
kjer je
- {\displaystyle n_{\text{t }}\,} število kvarkov t
- {\displaystyle n_{\bar {\text{t}}}\,} število t antikvarkov

Iz tega sledi, da ima kvark t kvantno število vrha enako +1, antikvark t pa ima to kvantno število enako -1. 
Večina fizikov namesto izraza kvantno število vrha, uporablja kar izraza število kvarkov t oziroma število antikvarkov t.
| kvantno število vrha T' | kvark d | kvark u | kvark s | kvark c | kvark b | kvark t |
| ----------------------- | ------- | ------- | ------- | ------- | ------- | ------- |
| vrednost                | 0       | 0       | 0       | 0       | 0       | +1      |

Podobno kot vsa kvantna števila okusa se pri močni in elektromagnetni interakciji ohranja kvantno število vrha. To število pa se ne ohranja pri šibki interakciji. Kvark t je izredno neobstojen kvark, ki ima srednjo življenjsko dobo pod 10-23 s. Zaradi tega tudi kvark t nikoli ne povzroči nastanka mezona ali bariona.  